# Fafúvós hangszerek
A fafúvós hangszerek az emberi lélegzettel megszólaltatott fúvós hangszerek közül azok, amelyek nádnyelves vagy ajaksípos fúvókával vannak ellátva, megkülönböztetésül a fúvástechnikailag ezektől teljesen eltérő rézfúvós hangszerektől, amelyek tulajdonképpen tölcséres fúvókájú hangszerek. E hangszercsoport elnevezése nem függ össze a felhasznált építési anyaggal, a fafúvós hangszerek gyakran fémből (fuvola, szaxofon), kerámiából (okarina) vagy műanyagokból (furulya) készülnek.

## Fajtái
A fafúvós hangszereket a felhasznált hangkeltő szerkezet, fúvóka működési elve alapján a gyakorlatban három csoportba lehet sorolni: fuvolafélék, klarinétfélék és oboafélék.

### Fuvolafélék
A fuvolafélék közé az ajaksípos hangszerek tartoznak. Ezek fúvókája a legegyszerűbb estben nem egyéb, mint egy cső pereme (például pánsíp, tilinkó), vagy a hangszertest végén különlegesen kialakított nyílás (például fuvola), melyre a zenész ajkaival levegősugarat irányít, hogy így létrejöjjenek azok a légörvények, peremhangok, melyek cső- vagy üregrezonátor – a hangszertest – közreműködésével zenei hangot eredményeznek. A csőrös fuvolák (például furulya) esetében ezt az irányított légáramot a fúvókába épített légcsatorna hozza létre.

### Klarinétfélék
A klarinétfélék egynyelvű nádsípos hangszerek. Csőrszerű fúvókájuk rácsapó nyelvként működő nádnyelvvel van ellátva, az általa keltett rezgések egy csőrezonátorban, hangszertestben hoznak létre zenei hangokat. A klarinétcsalád tagjai tartoznak ide, de a szaxofon, a tárogató is a klarinétfélékhez hasonló egynyelvű nádsíppal működik.

### Oboafélék
Az oboafélék kettős nádnyelves hangszerek. Fúvókájuk két egymással szembefordított rugalmas nádnyelvből áll, amelyek a nyelvsípok működési elve alapján keltik azokat a rezgéseket, amelyek egy csőrezonátor gerjesztésével zenei hangokat eredményeznek. A nád vagy közvetlenül érintkezik a hangszerjátékos ajkaival (például oboa, fagott), vagy szélsapka fedi, amelynek nyílásán át történik a levegő befúvása (például görbekürt, duda).

## A hangmagasság
A fafúvósok esetében, mint a többi fúvós hangszernél is a hangmagasságot a hangszer testében rezonáló levegőoszlop határozza meg, ennek hosszúságát hanglyukak segítségével lehet módosítani. Átfúvással, a megfúvás módjának megváltoztatásával e rezonáló levegőoszlopot másféle, magasabb rezgési módok felvételére lehet késztetni, ezzel tovább bővítve a hangterjedelmet.
A fuvola akusztikai szempontból mindkét végén nyitott, nagyjából hengeres csőnek tekinthető, ennek megfelelően a hangszer átfúvásával létrehozható hangmagasságok a természetes felhangsornak felelnek meg. Ez a legtöbb fuvolaszerű, ajaksíppal működő hangszerre igaz, sőt, a tilinkó esetén ezt a felhangsort önmagában dallamjátékra lehet felhasználni. A zárt testű ajaksípos hangszereknél – mint az okarina vagy a zergekürt – ezzel szemben csak a hanglyukakat használják a hangmagasság megváltoztatására, az átfúvás nem alkalmazható.
A nádnyelves hangszerek akusztikailag az egyik végükön – a fúvókánál – zárt, a másik végükön nyitott csőként viselkednek. Ebből eredően, ha hengeres furattal rendelkeznek, mint például a klarinét, az átfúvással előállított hangmagasságok a természetes felhangsor páratlan rendszámú tagjainak felelnek meg, tehát az alaphang átfúvásával nem az oktáv szólal meg, hanem a duodecima (oktáv + kvint), és így tovább. Az ilyen hangszereket e tulajdonságuk alapján kvintelő hangszernek nevezzük. Ha a nádnyelves hangszer furatát kúpszerűen, kónikusan alakítják ki, hogy az ürege a fúvókától kiindulva egyenletesen táguljon, akkor átfúváskor a fuvolához hasonlóan viselkedik, a teljes felhangsor képezhető. Ilyen hangszertesttel rendelkezik például az oboa, a szaxofon, a tárogató.

## A szimfonikus zenekarban

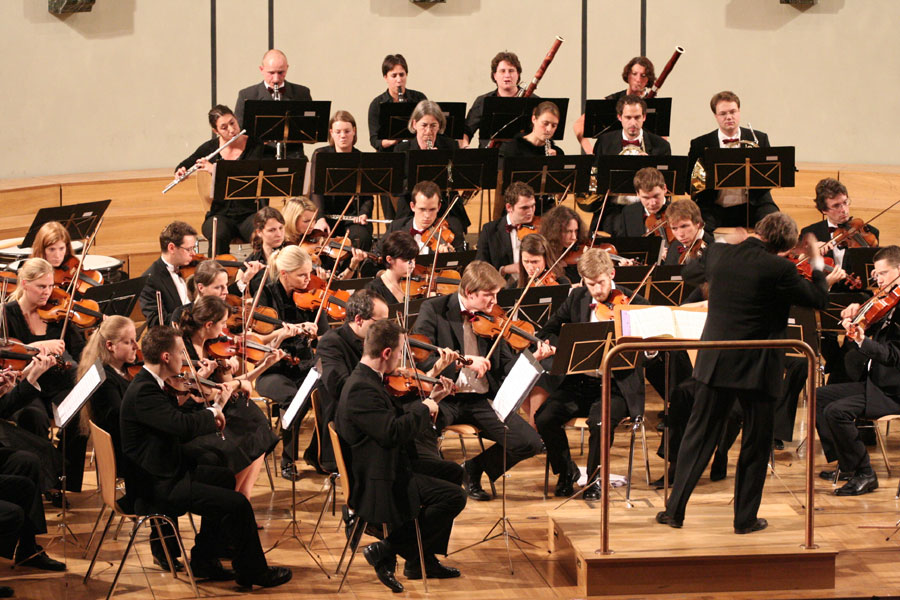
Fafúvósok a zenekarban

A szimfonikus zenekarban a fafúvósok közvetlenül a vonósok mögött, a karmesterrel szemben foglalnak helyet. Jellemző összeállításuk:
- 1 piccolo
- 2 fuvola
- 2 oboa
- 1 angolkürt
- 2 klarinét
- 1 basszusklarinét
- 2 fagott
- 1 kontrafagott